# André Claude
André Claude, född 18 augusti 1949, är en friidrottare från Kanada. Han deltog vid olympiska sommarspelen 1972.